# Uladsimir Aljanischka
Uladsimir Alegawitsch Aljanischka (* 8. März 1989 in Baryssau, Minskaja Woblasz, Weißrussische SSR, Sowjetunion) ist ein ehemaliger belarussischer Biathlet.

## Karriere

### Medaillengewinne bei den Junioren (2007–2010)
Uladsimir Aljanischka debütierte 2007 international bei den Junioren-Weltmeisterschaften in Martell und wurde 13. des Einzels, Achter des Sprints, 16. der Verfolgung und verpasste als Viertplatzierter mit der Staffel knapp eine Medaille. Im selben Jahr war er allerdings beim Olympischen Jugendfestival im spanischen Jaca erfolgreich und gewann in Sprint und Einzel die Goldmedaille. Ein Jahr später gewann er in Ruhpolding den Juniorenweltmeistertitel im Sprint, fiel in der Verfolgung bis auf den 12. Platz zurück, beendete das Einzel nicht und wurde Siebter mit der Staffel. Wenig später nahm der Belarusse in Nové Město na Moravě auch an den Juniorenwettkämpfen der Biathlon-Europameisterschaften 2008 teil. In Canmore folgte 2009 die dritte Teilnahme an Junioren-Weltmeisterschaften, mit der Staffel gewann er an der Seite von Sjarhej Ruzewitsch, Uladsimir Tschapelin und Wital Zwetau hinter den Vertretungen aus Deutschland und Russland die Bronzemedaille. Auch bei der Junioren-EM in Ufa gewann er Bronze im Staffelrennen. Zum letzten Mal nahm Aljanischka in Torsby an einer Junioren-WM teil. Im Einzel wurde er Achter, Neunter im Sprint und verbesserte sich bis auf den Bronzerang hinter Manuel Müller im Verfolgungsrennen. Noch erfolgreicher verliefen die Junioren-Europameisterschaften in Otepää, in Sprint und Verfolgung gewann er die Bronzemedaillen.

### Zwei Weltmeisterschaften und Mittelfeld im Weltcup (2009–2013)
Bei den Männern debütierte Aljanischka 2009 in Obertilliach im IBU-Cup und gewann bei seinem ersten Sprint als 27. sofort Punkte. Mit Rang sieben erreichte er in dieser Rennserie 2010 im Sprint von Beitostølen sofort sein bestes Resultat im IBU-Cup. Kurz darauf debütierte der Belarusse in Hochfilzen auch im Biathlon-Weltcup. Mit Sjarhej Nowikau, Rustam Waliullin und Jauhen Abramenka wurde er 15. in einem Staffelrennen und 79. des Sprints. 2011 erreichte er in Oberhof mit Nowikau, Uladsimir Tschapelin und Abramenka mit der Staffel einen achten Rang und damit erstmals ein Top-Ten-Resultat. Kurz darauf gewann er seine einzige Medaille bei den Senioren, bei den Europameisterschaften gab es für ihn bei schwierigen Bedingungen Staffelbronze. Daraufhin nahm Aljanischka auch an den Weltmeisterschaften 2011 teil. In der Saison 2011/2012 belegte Uladsimir Aljanischka in Hochfilzen im Sprint Rang 33 und gewann seine ersten Punkte im Weltcup. Auch mit der Staffel gab es erneute Erfolge, in Hochfilzen und Antholz ging es auf die Positionen 8 und 6. Nach wiederholten Punktgewinnen folgte am Saisonende als Höhepunkt die Teilnahme an den Weltmeisterschaften in Ruhpolding.
Im Winter 2012/13 konnte Aljanischka nicht an die Erfolge der Vorsaison anknüpfen, nach eher schlechtem Start im Weltcup lief er für die restliche Saison im IBU-Cup. Für die Saison 2013/14 stand er zwar wieder im Weltcupaufgebot, lief aber nur drei Rennen im Dezember 2013. Anfang 2014 gab Uladsimir Aljanischka dann sein Karriereende bekannt.

## Trainerlaufbahn
Aljanischka ist aktuell gemeinsam mit seinem Landsmann Fjodar Swaboda Trainer der litauischen Biathlonnationalmannschaft der Männer.

## Statistiken

### Biathlon-Weltcup-Platzierungen
Die Tabelle zeigt alle Platzierungen (je nach Austragungsjahr einschließlich Olympische Spiele und Weltmeisterschaften).
- 1.–3. Platz: Anzahl der Podiumsplatzierungen
- Top 10: Anzahl der Platzierungen unter den ersten zehn (einschließlich Podium)
- Punkteränge: Anzahl der Platzierungen innerhalb der Punkteränge (einschließlich Podium und Top 10)
- Starts: Anzahl gelaufener Rennen in der jeweiligen Disziplin
- Staffel: inklusive Mixed- und Single-Mixed-Staffeln

| Platzierung         | Einzel | Sprint | Verfolgung | Massenstart | Staffel | Gesamt |
| ------------------- | ------ | ------ | ---------- | ----------- | ------- | ------ |
| 1. Platz            |        |        |            |             |         |        |
| 2. Platz            |        |        |            |             |         |        |
| 3. Platz            |        |        |            |             |         |        |
| Top 10              |        |        |            |             | 3       | 3      |
| Punkteränge         | 1      | 1      | 1          |             | 10      | 13     |
| Starts              | 4      | 14     | 2          |             | 10      | 30     |
| Stand: Karriereende |        |        |            |             |         |        |

### Biathlon-Weltmeisterschaften
Ergebnisse bei den Weltmeisterschaften:
| Weltmeisterschaften | Weltmeisterschaften | Einzelwettbewerbe | Einzelwettbewerbe | Einzelwettbewerbe | Einzelwettbewerbe | Staffelwettbewerbe | Staffelwettbewerbe | Staffelwettbewerbe |
| Jahr                | Ort                 | Einzel            | Sprint            | Verfolgung        | Massenstart       | Herrenstaffel      | Mixedstaffel       |                    |
| ------------------- | ------------------- | ----------------- | ----------------- | ----------------- | ----------------- | ------------------ | ------------------ | ------------------ |
| 2011                | Chanty-Mansijsk     | 53.               | 63.               | –                 | –                 | 13.                | –                  |                    |
| 2012                | Ruhpolding          | 63.               | 69.               | –                 | –                 | 11.                | –                  |                    |

### Juniorenweltmeisterschaften
Ergebnisse bei den Juniorenweltmeisterschaften:
| Weltmeisterschaften | Weltmeisterschaften | Einzel | Sprint | Verfolgung | Staffel |
| Jahr                | Ort                 | Einzel | Sprint | Verfolgung | Staffel |
| ------------------- | ------------------- | ------ | ------ | ---------- | ------- |
| 2007                | Martell             | 13.    | 8.     | 16.        | 4.      |
| 2008                | Ruhpolding          | DNF    | 1.     | 12.        | 7.      |
| 2009                | Canmore             | 48.    | 9.     | 10.        | 3.      |
| 2010                | Torsby              | 8.     | 9.     | 2.         | 6.      |